# Blas Cerdeña
Blas Cerdeña (n. Gran Canaria, 2 de febrero de 1792 - m. Lima, 11 de noviembre de 1854) fue un militar español naturalizado peruano. Inició su carrera en filas del ejército español, llegando a ser oficial del célebre  Batallón Numancia, con el que se sumó al ejército libertador de José de San Martín en 1820, luchando desde entonces a favor de la independencia del Perú. Consumada ésta, pasó a servir a la república peruana. Su última actuación militar fue en las filas de la Confederación Perú-Boliviana encabezada por Andrés de Santa Cruz (1836-1839). Fue honrado con el rango de Gran Mariscal.

## Biografía

### Incorporación al ejército español
Fue hijo de José Cerdeña y de Teresa de Ayala. Con sus padres se trasladó a América en 1809, instalándose en Caracas. Allí su familia ejerció el comercio. Tras estallar la rebelión independentista venezolana que encabezó inicialmente Francisco de Miranda, se incorporó al ejército realista como cadete (1812). Ascendido a teniente, fue incorporado al Batallón Numancia, en cuyas filas luchó a órdenes del general Pablo Morillo (1815).

### Traslado al ejército libertador
Paso a Quito con su batallón y allí se casó el 23 de marzo de 1819 con doña Josefa Gómez de la Torre Paz, que tenía 42 años. Luego se trasladó al Perú, siendo uno de los instigadores del paso de su batallón al bando independentista, presentándose con otros oficiales al cuartel establecido por José de San Martín en Huaura, el 3 de diciembre de 1820.
Ya incorporado al Ejército Libertador del Perú, fue ascendido a sargento mayor. Participó en la segunda campaña del general Juan Antonio Álvarez de Arenales a la sierra y en el primer sitio del Callao.
Ascendido a teniente coronel en 1822, pasó a integrar la Legión Peruana, y participó en la Segunda Campaña de Intermedios, conducida por el general Andrés de Santa Cruz hacia el sur del Perú, donde todavía resistían los españoles. Durante la batalla de Zepita (25 de agosto de 1823) tuvo una actuación sobresaliente, pero resultó herido gravemente y fue tomado prisionero. Fue canjeado a los seis meses, y ya con el grado de coronel, se presentó en el cuartel general de Bolívar en Pativilca. Debido a su precaria salud, no pudo servir en el ejército y debió aceptar el cargo de Intendente de Lambayeque, con la misión de agilizar los reclutamientos y acopiar suministros.
Finalizada la guerra independentista tras la batalla de Ayacucho, obtuvo su retiro por invalidez (1825). Desempeñó la subprefectura de Ica y la administración de la aduana de Lima. 
El 30 de junio de 1826 fue ascendido a General, retornando al servicio como comandante de la División de la Guardia. En 1828 marchó al norte al iniciarse la guerra con la Gran Colombia; tomó el mando de la Segunda División y actuó en la batalla del Portete de Tarqui (27 de febrero de 1829). Luego contribuyó a mantener la posesión de la plaza de Guayaquil. Al ser derrocado el presidente José de La Mar en pleno conflicto, quedó como general en jefe del Ejército del Norte, al tiempo en que el general Agustín Gamarra se trasladaba a Lima para asumir el gobierno.
Ya como General de División, se le encargó la comandancia militar de Junín y Ayacucho. En tal calidad apoyó la marcha efectuada por el presidente Gamarra para sofocar la rebelión federalista del coronel Gregorio Escobedo. Luego ejerció como Prefecto del Cuzco (1830-1831), y de Arequipa (del 15 de enero a 13 de diciembre de 1831).
Retornó a Lima, donde solicitó su reforma, pero implicado en una conspiración, fue apresado y confinado en las cercanías de Trujillo, en el norte del Perú (1832). Al ser elegido presidente provisorio el general Luis José de Orbegoso (1833), respaldó su autoridad frente a la rebelión del general Pedro Bermúdez. Participó en la batalla de Huaylacucho (17 de abril de 1834) y estuvo presente en el abrazo de Maquinhuayo (24 de abril del mismo año), que puso fin a esa guerra civil.
El 18 de octubre de 1834 reasumió la prefectura de Arequipa y cuando este departamento quedó bajo la autoridad de Orbegoso, fue nombrado jefe de Estado Mayor del Ejército, así como recibió su ascenso a Gran Mariscal (7 de mayo de 1835). Enseguida luchó por el bando confederado en la guerra por el establecimiento de la Confederación Perú-Boliviana, a órdenes del presidente boliviano Andrés de Santa Cruz y enfrentando al jefe peruano Felipe Santiago Salaverry.
Tuvo destacada actuación en la batalla de Yanacocha (13 de agosto de 1835), donde al mando de su división convirtió en un triunfo lo que ya era una derrota del ejército de Santa Cruz. Luego intervino en la defensa del puente de Uchumayo, en Arequipa (4 de febrero de 1836, donde recibió un balazo que le atravesó el maxilar superior, debajo de la nariz, saliéndolo por el oído. Gracias a la pronta intervención del cirujano francés Forall se restableció tiempo después, componiéndosele su mandíbula mediante un vaciado de plata. 

Bandera de la Confederación Perú-Boliviana.

Algunos días después del encuentro de Uchumayo, Santa Cruz obtuvo su victoria definitiva en la batalla de Socabaya, tras la cual Salaverry fue apresado y fusilado. Nació entonces la Confederación Perú-Boliviana que encabezó Santa Cruz como Supremo Protector.
Cerdeña asumió una vez más la prefectura de Arequipa, el 13 de septiembre de 1836. Al producirse la invasión de las fuerzas restauradoras peruano-chilenas, organizó las milicias de Arequipa. La guerra finalizó con la derrota de Santa Cruz y la Confederación en la batalla de Yungay (20 de enero de 1839). El Protector huyó hacia Lima, para pasar luego a Arequipa donde lo acogió Cerdeña; ambos decidieron partir al destierro. Junto con otros oficiales abordaron la fragata inglesa Sammarang y enrumbaron a Guayaquil.
Cerdeña fue borrado del escalafón, al igual que muchos otros oficiales que habían servido a la Confederación, pero en 1845 fue beneficiado con una amnistía. Desde entonces vivió en el retiro.
Falleció en Lima en 1854, y durante dos días antes se desarrollaron sus funerales en la Iglesia de La Merced.